# Jean Souètre
Jean René Marie Souètre, né le 15 octobre 1930 à Ayguemorte-les-Graves (Gironde), mort le 18 juin 2001 à Annemasse (Haute-Savoie), est un militaire français, capitaine dans les commandos de l'air lors de la Guerre d'Algérie puis membre de l'OAS.

## Biographie

### De l'artillerie de l'air aux commandos de l'air
Jean Souètre, né le 15 octobre 1930 à Ayguemorte-les-Graves (Gironde), est le fils de René Jean Souètre, né en  1893 à Brest, sous-officier de la Marine nationale, et de Jocelyne Helytte Saugnac, née à Hostens.
Il embrasse très tôt la carrière militaire. À onze ans, il est enfant de troupe à Billom puis à Autun. Après un stage EOR, il rejoint l'Armée de l'air en 1950. Il obtient son brevet de commandant de batterie anti-aérienne à sa sortie de l'école d'artillerie interalliée d'Idar-Oberstein et est affecté à Mourmelon. Sous-lieutenant en 1952, sa demande de servir en Indochine est refusée (sa spécialité n'y étant pas jugée utile) ; il se retrouve à Lahr/Schwarzwald (R.F.A.). Au début de la guerre d'Algérie, le groupement d'artillerie est dissout pour être remplacé par une demi-brigade de fusilliers de l'air (DBFA) qui est aussitôt envoyée en Afrique du nord (1954). Lieutenant, Jean Souètre est dans la région de Geryville en tant qu'adjoint d'un commandant de compagnie de fusilliers de l'air. En 1956, il se distingue car, sans ordre, il va dégager avec sa section des pétroliers tombés dans une embuscade : il reçoit une sanction de quinze jours d'arrêt de rigueur. C'est alors que sont créés les commandos de l'air, sur une idée du commandant de l'air en Algérie, le général de Maricourt. Souètre demande sa mutation dans une de ces unités.

### De la CPA 40/541 à l'OAS
Breveté parachutiste, Jean Souètre, qui vient de passer quelques jours au CPA 20/541, devient l'adjoint du capitaine Fuhrer, commandant du commando parachutiste de l'air (CPA) 40/541 qui opère dans le sud oranais (Oranie), l'Ouarsenis et la Kabylie. Le 13 novembre 1957, son capitaine blessé, il se voit attribuer le commandement du commando. Nommé capitaine à 29 ans, il quitte le CPA « Maxime » le 12 avril 1960 pour prendre la direction du bataillon d'instruction des commandos de l'air. Il reçoit plusieurs décorations et citations et est fait chevalier de la Légion d'honneur. Avec audace, en janvier 1960, lors de la « Semaine des Barricades d'Alger » (du 24 janvier au 1er février 1960), il affirme ses propres idées concernant la politique à suivre en Algérie. En avril 1960, il quitte le « 40 ». En octobre et novembre, il organise la section expérimentale « Matou ». En décembre, il est muté hors des commandos et envoyé en métropole après le voyage du général De Gaulle, lors duquel il a par trop manifesté ses fortes convictions « Algérie française »". Surnommé par ses proches le « Robin des Bois de l'Ouarsenis », il revient en Algérie en février 1961, à Bouguirat, dans l'arrière-pays de Mostaganem, afin de créer un maquis de résistance pour l'Algérie française. Arrêté peu après, il est libéré lors du putsch des généraux. De nouveau arrêté, jugé, condamné, il est interné au camp de Saint-Maurice-l'Ardoise (Gard). Le 20 janvier 1962, son mariage dans  ce camp avec Josette Marcailhou d'Aymeric (cousine de René Villard) cause un petit scandale : en effet, la cérémonie a lieu en présence du commandant-adjoint de la IXe Région militaire, le général Clément. Cela fait d’autant plus scandale que Paris Match en publie le reportage ! Dans la nuit du 18 au 19 février 1962, Jean Souètre, avec dix-sept complices, s'évade de l'« Ardoise » grâce à un tunnel de 35 mètres de long ; il passe en Espagne. De nouveau en Algérie, il est un des responsables de l'OAS pour l'Oranie (comme membre du directoire révolutionnaire) . Condamné à mort par contumace, il est contraint à la clandestinité.

### Après l'Algérie
Après juin 1962 et sa condamnation, Jean Souètre vit en Espagne. On a cru voir sa trace aux États-Unis en novembre 1963 (voir chapitre suivant : « Le soupçon de participation à l'assassinat de Kennedy »). En 1966, il est conseiller de Moïse Tshombe, président en exil en Espagne. Durant les combats de juillet 1967 au Katanga, il est aux côtés de Bob Denard. Puis, toujours en Afrique, il est à la tête d'un groupe en Angola. Avec les autres derniers membres de l'OAS, Jean Souètre est amnistié en 1968. Il prend alors jusqu'en 1971 la direction d'une société basée à Majorque, aux îles Baléares puis revient en France, plus précisément aux Antilles, où il est fondé de pouvoir d'une sucrerie de Martinique. 
De retour en métropole en 1975, Jean Souètre appartient au comité de direction du casino de Divonne-les-Bains jusqu'à son décès (1976-2001). 
Retraité, encore proche de l'extrême-droite française, le « capitaine » Souètre s'éteint en juin 2001 à Annemasse. Il est inhumé dans la commune de Divonne-les-Bains.

### Le soupçon de participation à l'assassinat de Kennedy
En 1977, la publication d'un document de la CIA lance une polémique sur l'éventuelle participation de Jean Souètre à l'assassinat de John F. Kennedy. Ce document évoque en effet sa présence à Dallas le vendredi 22 novembre 1963. Dix-huit heures après la mort du président américain, un Français est arrêté à Fort Worth puis expulsé des États-Unis. La note précise : « le sujet est soupçonné d'être un capitaine déserteur de l'armée française et militant de l'OAS ». On pense alors à Jean Souètre que certaines sources prétendent être en contact avec les milieux de l'extrême-droite américaine, milieux qui « auraient financé l'OAS ». Par le biais du Centro Mondiale Comerciale et de la Permindex, Souètre aurait ainsi connu le major général Edwin Walker, adversaire des Kennedy (et accessoirement hostile à de Gaulle).
Le journaliste Steve Rivele découvre plus tard, en 1988, que Jean Souètre a un « ennemi » ancien : Michel Mertz. Employé par les services secrets français pour infiltrer l'OAS avant de tremper dans des affaires de trafic de drogue, celui-ci aurait usurpé l'identité de Jean Souètre. Ce dernier reconnaît d'ailleurs que Mertz avait déjà eu l'habitude de se servir de son nom comme pseudonyme, pour éventuellement le compromettre. Il se pourrait donc que le véritable Jean Souètre ne se soit pas trouvé à Dallas ce 22 novembre 1963. Le journaliste d'investigation français William Reymond, pense que le SDECE a voulu fabriquer « de toutes pièces la présence de Souètre, détenant ainsi un moyen de pression sur l'OAS. » (p. 449-450).

## Distinctions
- Chevalier de la Légion d'honneur
- Croix de la Valeur militaire  (Algérie)  (7 citations)